# 2022年北達科他州總檢察長選舉
2022年北達科他州總檢察長選舉於2022年11月8日舉行，以選舉 [北達科他州]]]。時任共和黨總檢察長德魯·瑞格利在2022年1月28日去世前宣布退休，並由美国北达科他联邦地区法院北達科他區聯邦檢察官和前副州長德魯·瑞格利接任，他競選他的第一個完整的任期。